# Eutropiichthys salweenensis
Eutropiichthys salweenensis és una espècie de peix de la família dels esquilbèids i de l'ordre dels siluriformes.

## Morfologia
- Els mascles poden assolir 13,2 cm de longitud total.
- Nombre de vèrtebres: 52-54.[4]

## Hàbitat
És un peix d'aigua dolça i de clima tropical.

## Distribució geogràfica
Es troba a Àsia: riu Salween a Tailàndia, tot i que és probable que sigui també present a la conca del mateix riu a l'est de Myanmar i l'oest de Tailàndia.